# Xenophyllum sotarense
Xenophyllum sotarense là một loài thực vật có hoa trong họ Cúc. Loài này được (Hieron.) V.A.Funk miêu tả khoa học đầu tiên năm 1997.